# Жанажол (Шал-акина район)
Жанажо́л (каз. Жаңажолп) — село у складі району Шал-акина Північноказахстанської області Казахстану. Адміністративний центр Жанажольського сільського округу.
Населення — 384 особи (2021; 493 у 2009, 736 у 1999, 1014 у 1989).
Національний склад станом на 1989 рік:
- казахи — 100 %.

До 16 серпня 1971 року село називалось Байгель.